# 田端信之
田端 信之（たばた のぶゆき、1963年12月27日 - ）は、日本の元プロボクサー。神奈川県横浜市出身。元日本ウェルター級、同スーパーウェルター級王者。現役時代はコーエイ工業小田原ボクシングジム所属。パンチ力、テクニックともに中量級では傑出し、「和製ハーンズ」の異名をとった。

## 来歴

### プロ
1981年12月27日、プロデビュー戦に初回KO勝利を収めた。以来6戦連続KO勝利後の1982年12月19日、不戦勝で東日本ジュニアウェルター級新人王を獲得。翌1983年3月5日、8戦連続KO勝利で全日本ジュニアウェルター新人王を獲得し、同大会のMVPに選出された。
1984年1月13日、プロ12戦目にして無限川坂（上福岡）との対戦に10R判定負けで初黒星を喫し、同年4月5日には尾崎富士雄（帝拳）との対戦に4RKO負けを喫して2連敗となった。その後、6勝 (5KO) を上げるが、1985年9月30日、オーストラリアのブリスベン・フェスティバル・ホールでオーストラリアウェルター級王者のブライアン・ジェンセンに5RTKO負け。同年11月16日、韓国・城南市で李相縞（韓国）に10RKO負けを喫した。
1986年2月6日、2連敗後の再起戦で尾崎富士雄の持つ日本ウェルター級王座に挑戦し、2-1の判定勝利で同王座を獲得したが、同年6月5日、初防衛戦で尾崎とのリターンマッチに5RKO負けを喫し、王座を失った。
1987年1月8日、日本ジュニアミドル級王座決定戦を久保健司（アポロ）と争い、初回2分59秒KO勝利で王座を獲得した。同王座を1度防衛後の同年8月23日、猛暑の韓国・仁川広域市で鄭栄吉（韓国）の持つOPBF東洋太平洋ジュニアミドル級王座に挑戦し、脱水症状を起こして9RKO負けを喫した。日本同級王座は全KO勝利で4度防衛した後、1988年10月6日に返上した。
1989年3月20日、田島吉秋（ベル協栄）の持つ日本ミドル級王座に挑戦し、三者三様の判定引分となって3階級制覇は果たせず、この試合を最後に現役を引退した。

### 引退後
2007年には翌年公開の映画「ラブファイト」のために林遣都、北乃きい、大沢たかおらにボクシングを指導した。翌2008年には自らが「ザ・おやじファイト」に出場し、ミドル級王座を獲得した。
東京・渋谷区神宮前でモデル・映画への出演経験を経て、社会人へボクシングを指導。2009年B-UP BOXING統括プロデューサー就任、2009年8月23日には第1回大会が開催された。また2009年から2010年にかけては、映画「ボックス!」のために市原隼人、高良健吾らにボクシングを指導。。2010年JBSC理事に就任。B-UP初代チャンピオン誕生。現在、選手育成、日本ボクシング界の人気復興支援、健康スポーツ用品プロデュース、メディアでのボクシング指導など多方面で活躍中。

## 獲得タイトル
- 第39回東日本ジュニアウェルター級新人王
- 第29回全日本ジュニアウェルター級新人王 (MVP)
- 第31代日本ウェルター級王座（防衛0）
- 第18代日本ジュニアミドル級王座（防衛4）